# Highway Star (bài hát)
"Highway Star" là một bài hát của ban nhạc rock người Anh Deep Purple. Đây là bài mở đầu trong album phòng thu thứ 6 của ban nhạc mang tên Machine Head (1972) và là ca khúc có tiết tấu nhanh nhất trong album. Bài hát đặc trưng bởi những khúc solo guitar và organ dài, lấy cảm hứng từ nhạc cổ điển.

## Hoàn cảnh ra đời
Ca khúc này ra đời trên một chuyến lưu diễn bằng xe buýt đến Portsmouth vào năm 1971 khi một phóng viên hỏi ban nhạc xem họ đã sáng tác những bài hát như thế nào. Để chứng minh, nghệ sĩ guitar Ritchie Blackmore lấy một cây đàn guitar acoustic và bắt đầu chơi một đoạn riff gồm một hợp âm "G" duy nhất lặp đi lặp lại nhiều lần, trong khi giọng ca chính Ian Gillan ngẫu hứng viết lời. Ca khúc được chỉnh sửa và trình bày ngay trong đêm đó. Bài hát xuất hiện lần đầu trên đĩa LP Machine Head năm 1972. Cho đến nay đây vẫn là một trong những bài hát trứ danh của ban nhạc trong các buổi hòa nhạc trực tiếp, đồng thời là tiết mục mở màn ngay cả trước khi ca khúc được phát hành trong bất kỳ album nào.
Record World bình luận về bản phát hành đĩa đơn tại Mỹ rằng: "Tác phẩm ăn khách này có màu sắc của Led Zeppelin, do đó có thể đưa nhóm trở lại vị trí dẫn đầu của nhạc pop."
Phiên bản trình bày trực tiếp đầu tiên được phát hành, thu hình trực tiếp cho chương trình truyền hình Đức Beat-Club vào tháng 9 năm 1971, có trong đĩa DVD History, Hits & Highlights '68–'76. Đây là bài mở đầu trong các album trực tiếp Nobody's Perfect (1988), Come Hell or High Water (1994) và From the Setting Sun... (In Wacken) (2015). Phiên bản trình bày trực tiếp nổi tiếng nhất có trong album trực tiếp Made in Japan vào năm 1972. Tạp chí The Guardian nhận định: "Lối chơi của Blackmore giống như thế lực tự nhiên trong bản Made in Japan; những hợp âm cực kỳ xuất sắc ấy trong đoạn mở đầu và màn solo tuyệt vời đó có những đoạn chạy nốt giảm dần đặc sắc theo lối tân cổ điển, kết hợp tinh thần của Bach và Jimi Hendrix."

## Cấu trúc
Cấu trúc của bài hát gồm phần mở đầu bằng bass/guitar dài 35 giây, trước khi ban nhạc trình bày đoạn riff mở đầu đặc sắc, ngay sau đó dẫn đến phần giọng hát đầu tiên (0:55). Hai phiên khúc đầu tiên được hát, rồi Jon Lord bắt đầu độc tấu bằng đàn organ (2:14). Phần này chủ yếu gồm các nốt nhanh, các nốt hợp âm rải với cảm giác chịu ảnh hưởng của thời kỳ cuối Baroque/đầu cổ điển và sử dụng âm giai thứ hòa thanh. Phần solo bằng organ kéo dài khoảng một phút, rồi Ian Gillan hát phiên khúc thứ ba của ca khúc (3:24). Khi kết thúc phiên khúc thứ ba, phần độc tấu bằng guitar bắt đầu (4:04) và chỉ kéo dài chưa đầy một phút 20 giây. Blackmore muốn có một thứ âm thanh thật giống Bach và trình bày từng nốt nhạc solo trên chuỗi hợp âm Dm (Rê thứ), Gm (Sol thứ), C (Đô), A (La) tự vay mượn từ Bach. Kế đến phiên khúc thứ tư và cuối cùng (trong bản thu âm gốc chỉ đơn giản là lặp lại của phiên khúc đầu tiên) được hát, kết thúc vào khoảng 6:10. Tùy thuộc vào phiên bản, có thể có phần lặng dài 15 giây trước khi kết thúc bài hát. Khi bài hát được trình bày trực tiếp, Gillan nổi danh là người ứng biến lời ca khúc, như trong MV chính thức của bài hát.
Khúc solo guitar được tôn vinh khi độc giả của tạp chí Guitar World bình chọn nó ở vị trí thứ 15 trong danh sách "100 khúc guitar solo hay nhất" của họ.

## Nhân sự

### Deep Purple
- Ian Gillan – hát
- Ritchie Blackmore – guitar điện
- Roger Glover – bass
- Jon Lord – organ
- Ian Paice – trống

### Sản xuất
- Martin Birch – kỹ sư, hòa âm
- Jeremy "Bear" Gee – trợ lý kỹ sư
- Nick Watterton – kỹ thuật viên, nhà điều hành Rolling Stones Mobile Studio

## Các bản hát lại
Bài hát được tái trình bày bởi dự án phụ X-Cops của Gwar trong album You Have the Right to Remain Silent... năm 1995 của nhóm, với ca từ được điều chỉnh để phản ánh đề tài sự tàn bạo của cảnh sát.
Năm 2012, một album tri ân bao gồm các bài hát cover album Machine Head của Deep Purple đã được phát hành, có nhan đề Re-Machined: A Tribute to Deep Purple's Machine Head. Trong album này, một bản thu âm trực tiếp của "Highway Star" được siêu ban nhạc rock Chickenfoot giới thiệu, cũng như một phiên bản do Glenn Hughes, Steve Vai và Chad Smith thu âm.
Năm 2018, một bản cover của Cory Todd được sử dụng trong bộ phim truyền hình khoa học viễn tưởng The Expanse, ở tập mùa 3 "Delta-V". Lời của bài hát được viết lại bằng sự kết hợp giữa tiếng Anh và Belter Creole, một thứ ngôn ngữ được xây dựng cho bộ phim truyền hình của Nick Farmer, cụ thể là được dùng trong chương trình của Belters, cư dân của vành đai tiểu hành tinh và các hành tinh bên ngoài. Lời bài hát đã được điều chỉnh bổ sung để phù hợp với bối cảnh trong vũ trụ, với những liên hệ đến chiếc ô tô trong ca khúc bị thay thế bằng con tàu vũ trụ. Kế đến bản đầy đủ của bài hát được đưa vào phiên bản The Collector's Edition nằm trong soundtrack của bộ phim, được thực hiện vào ngày 13 tháng 12 năm 2019.
Những ban nhạc khác từng thu âm bài hát gồm có Dream Theater, Point Blank, Stryper, Metal Church, Buckcherry, Type O Negative và Faith No More.